# Asalha Puja
Asalha Puja (i Thailand kallad Asanha Bucha) är en av de största buddhistiska högtiderna och firas till åminne av Buddhas första predikan (i Sarnath) och grundläggandet av den buddhistiska sangha. Dagen firas genom predikan, och offergåvor till tempel. Denna högtidliga festival firas i samband med regnperiodens början och infaller vid fullmåne i den åttonde månaden (asiatisk tideräkning).
Asalha Puja är även en viktig tidpunkt för buddhistiska munkar som denna dag stänger in sig för tre månaders enskildhet i sina kloster. Där lever de då utan någon som helst kontakt med omvärlden under strikta regler och sysselsätter sig mestadels med religiösa ceremonier. 
I samband med Asalha Puja firas också en ljusfestival i Ubon Ratchathani där vackra, snidade bivaxljus förs i procession till olika tempel i närheten.